# Ross Park Cascade
Die Ross Park Cascade ist ein Wasserfall in Whangārei auf der Nordinsel Neuseelands. Er liegt im Ross Park, einem Waldgebiet im Stadtteil Riverside nordöstlich des Stadtzentrums. Seine Fallhöhe beträgt etwa 10 Meter.
Der Ross Park liegt etwa 10 Autominuten von Whangareis Stadtzentrum entfernt. Am Ende der Dundas Road befindet sich ein kleiner Besucherparkplatz. Von hier aus sind es etwa 10 Gehminuten über den Ross Track, der nach 1,2 km an einem Aussichtspunkt auf dem 259 m hohen Mount Parihaka endet, zum Wasserfall, in dessen Umgebung es eine Glowworm- und Weta-Höhle gibt.